# 豪斯医生 (第五季)
《豪斯醫生》是一部美國醫療劇，第五季於2008年9月16日至2009年5月11日由福克斯廣播公司在美國首播。
劇集以虛構的新澤西州普林斯頓–普萊恩斯堡教學醫院（PPTH）爲中心，講述其中診斷醫學部在乖張名醫格里高利·豪斯帶領下問診疑難雜症的故事。

## 演員與角色

### 主角
格里高利·豪斯——休·勞瑞飾
普林斯頓–普萊恩斯堡教學醫院（PPTH）診斷醫學部主任，病理學和腎臟科住院醫師、傳染病專家及重症醫師
莉莎·卡迪——莉瑟·埃德爾斯廷飾
内分泌學家，醫學院院長兼醫院行政總管（1–7季）
詹姆斯·威爾遜——羅伯·蕭恩·萊納德飾
腫瘤學部主任，豪斯好友
埃里克·福爾曼——奧馬爾·愛普斯飾
神經内科醫師，診斷醫學部高級醫師（1–7季）和主任（第6季）、醫學院院長（第8季）
羅伯特·蔡斯——傑西·斯賓塞飾
外科醫師和重症醫學專家，診斷醫學部高級醫師（1–3、6–8季）及主任（大結局）、外科學部醫師（4–5季），福爾曼好友
艾莉森·卡梅倫——詹妮弗·莫里森飾
免疫學家，診斷醫學部高級醫師（1–3、6季）、急診室高級主治醫師及部門主任（4–5季）、芝加哥急診醫學部主任（大結局），愛慕豪斯、福爾曼好友並與蔡斯成婚（5–6季）
克里斯·陶布——彼得·雅各布森飾
診斷醫學部醫師（4–8季），此前因婚外情敗露、保全婚姻而結束其整形外科執業生涯
13/蕾蜜·海德利——奧利維亞·王爾德飾
内科醫師，診斷醫學部醫師（4–8季），和哥哥均遺傳母親的亨廷頓病，與福爾曼交往（5–6季）
勞倫斯·卡特納——凱爾·潘飾
運動醫學專家，診斷醫學部醫師（4–5季），爬行距離吉尼斯世界紀錄保持者，於第5季末自殺離世

### 常設
安珀·沃拉基斯——安妮·杜德克飾
介入放射醫師，第4季中申請診斷醫學部失敗、同時因不擇手段而被豪斯稱爲“心機婊”，後與威爾遜交往、同居（第4–5季）并於第4季末意外離世，爾後作爲豪斯潛意識的具象現身於其幻覺當中（第6季）
盧卡斯·道格拉斯——邁克爾·韋斯頓飾
神經刀私家偵探，先後為豪斯和所雇，爾後與卡迪交往並短暫訂婚（第6季）
瑞秋·陶布——詹妮弗·克麗絲托·佛利飾
克里斯·陶布的妻子，儘管兩人深愛對方，終因婚姻不幸於第7季中離婚
珍妮絲·伯克——洛麗·佩蒂飾
四十餘嵗女性亨廷頓病患者，作爲被試參與福爾曼合作主導的相關藥物臨床試驗，13與其因預約時間相鄰而逐漸熟識
布萊絲·豪斯——黛安·貝克飾
格里高利·豪斯的母親，家庭主婦
約翰·豪斯——R·李·厄米飾
格里高利·豪斯（法律意義上）的父親和布萊絲·豪斯的丈夫，美國海軍陸戰隊退役飛行員，於第5季初過世
蕾吉娜——翠西·比拉爾飾
門診部護士長，此外作爲卡迪助理協助其日常工作

### 客串
- 雪麗琳·芬
- 朱迪·格里爾
- 伍德·哈里斯
- 馬丁·亨德森
- 阿什頓·霍爾莫斯
- 傑·卡内斯
- 瑞恩·萊恩
- 肉卷
- 梅根·馬丁
- 布雷肯·邁耶
- 伊萬·彼得斯
- 卡爾·雷納
- 吉米·辛普森
- 傑克·托馬斯
- 盧卡斯·提爾
- 比奇·塔洛克

## 劇集
| 總集數 | 集數 （季） | 標題                                        | 導演                | 編劇                                                          | 首播日期       | 美國收視人數 （百萬） |
| --- | ----------- | ------------------------------------------- | ------------------- | ------------------------------------------------------------- | -------------- | --------------------- |
| 87 | 1           | 人之將死，萬事皆變 Dying Changes Everything | 傑蘭·薩拉菲揚       | 伊萊·阿蒂                                                     | 2008年9月16日  | 14.77                 |
| 最後診斷：露西奧麻風擴散（露）                                                                             |             |                                             |                     |                                                               |                |                       |
| 88 | 2           | 不是癌症 Not Cancer                         | 大衛·斯特雷頓       | 大衛·肖爾 & 勞倫斯·卡普洛                                     | 2008年9月23日  | 12.37                 |
| 最後診斷：來自器官移植的腫瘤幹細胞（霍莉、卡爾·摩根、丹尼、蒂博特·奧利揚特、弗蘭克和艾珀）                 |             |                                             |                     |                                                               |                |                       |
| 89 | 3           | 不良事件 Adverse Events                     | 安德魯·伯恩斯坦     | 卡羅爾·格林 & 達斯汀·帕德克                                   | 2008年9月30日  | 12.97                 |
| 最後診斷：大劑量實驗性藥物攝入併發馬寶食團（布蘭登）                                                       |             |                                             |                     |                                                               |                |                       |
| 90 | 4           | 胎記 Birthmarks                             | 大衛·普拉特         | 多麗絲·伊根 & 大衛·福斯特                                     | 2008年10月14日 | 13.26                 |
| 最後診斷：磁鐵移位大腦中殺嬰未遂遺留的金屬針（妮可）                                                       |             |                                             |                     |                                                               |                |                       |
| 91 | 5           | 幸運一十三 Lucky Thirteen                   | 格雷格·伊亞伊塔内斯 | 麗茲·弗里德曼 & 薩拉·赫斯                                     | 2008年10月21日 | 13.08                 |
| 最後診斷：念珠菌病繼發於乾燥綜合徵（斯賓塞）                                                               |             |                                             |                     |                                                               |                |                       |
| 92 | 6           | 喜悅 Joy                                    | 傑蘭·薩拉菲揚       | 大衛·霍澤頓                                                   | 2008年10月28日 | 13.49                 |
| 最後診斷：家族性地中海熱（傑瑞和薩曼莎·哈蒙父女）；肺發育不全（喬伊）                                      |             |                                             |                     |                                                               |                |                       |
| 93 | 7           | 癢 The Itch                                 | 格雷格·伊亞伊塔内斯 | 彼得·布萊克                                                   | 2008年11月11日 | 13.06                 |
| 最後診斷：來自子彈碎片的鉛中毒（斯圖爾特·諾齊克）                                                          |             |                                             |                     |                                                               |                |                       |
| 94 | 8           | 獨立 Emancipation                           | 吉姆·黑曼           | 帕梅拉·戴維斯 & 萊納德·迪克                                   | 2008年11月18日 | 13.26                 |
| 最後診斷：急性早幼粒細胞白血病和砷中毒（索菲婭·伊莎貝爾·貝萊斯）；過量攝入維生素補充劑導致的鉄中毒（約拿） |             |                                             |                     |                                                               |                |                       |
| 95 | 9           | 最後一招 Last Resort                        | 凱蒂·雅各布斯       | 劇本創作 ：馬修·V·劉易斯 故事構思 ：馬修·V·劉易斯 & 伊萊·阿蒂 | 2008年11月25日 | 12.87                 |
| 最後診斷：類鼻疽（傑森）                                                                                   |             |                                             |                     |                                                               |                |                       |
| 96 | 10          | 何不食蛋糕 Let Them Eat Cake                | 傑蘭·薩拉菲揚       | 羅素·弗倫德 & 蓋里特·萊爾納                                   | 2008年12月2日  | 12.51                 |
| 最後診斷：遺傳性糞卟啉病（艾美）；詐病（豪斯雇的迪迪）                                                     |             |                                             |                     |                                                               |                |                       |
| 97 | 11          | 普世歡騰 Joy to the World                   | 大衛·斯特雷頓       | 彼得·布萊克                                                   | 2008年12月9日  | 14.05                 |
| 最後診斷：產後子癇（娜塔莉·瑟爾内）                                                                        |             |                                             |                     |                                                               |                |                       |
| 98 | 12          | 無痛 Painless                               | 安德魯·伯恩斯坦     | 托馬斯·L·莫蘭 & 伊萊·阿蒂                                     | 2009年1月19日  | 15.02                 |
| 最後診斷：癲癇（傑夫）                                                                                     |             |                                             |                     |                                                               |                |                       |
| 99 | 13          | 巨嬰 Big Baby                               | 傑蘭·薩拉菲揚       | 勞倫斯·卡普洛 & 大衛·福斯特                                   | 2009年1月26日  | 15.69                 |
| 最後診斷：動脈導管未閉（莎拉）                                                                             |             |                                             |                     |                                                               |                |                       |
| 100 | 14          | 大善 The Greater Good                       | 萊絲莉·琳卡·格拉特  | 薩拉·赫斯                                                     | 2009年2月2日   | 14.87                 |
| 最後診斷：子宮內膜異位症（達娜·米勒）                                                                      |             |                                             |                     |                                                               |                |                       |
| 101 | 15          | 不忠 Unfaithful                             | 格雷格·伊亞伊塔内斯 | 大衛·霍澤頓                                                   | 2009年2月16日  | 14.19                 |
| 最後診斷：Wiskott–Aldrich綜合徵（丹尼爾·布列松）                                                           |             |                                             |                     |                                                               |                |                       |
| 102 | 16          | 更溫柔的一面 The Softer Side                | 傑蘭·薩拉菲揚       | 麗茲·弗里德曼                                                 | 2009年2月23日  | 14.85                 |
| 最後診斷：腎功能不全繼發於脫水和造影劑腎病（傑克遜·史密斯）；手指骨折（伊恩）                              |             |                                             |                     |                                                               |                |                       |
| 103 | 17          | 社會契約 The Social Contract                | 安德魯·伯恩斯坦     | 多麗絲·伊根                                                   | 2009年3月9日   | 12.38                 |
| 最後診斷：自體免疫繼發於Doege–Potter綜合徵（尼克·格林沃德）                                                |             |                                             |                     |                                                               |                |                       |
| 104 | 18          | 過來貓咪 Here Kitty                         | 胡安·J·坎帕內拉     | 彼得·布萊克                                                   | 2009年3月16日  | 13.13                 |
| 最後診斷：闌尾類癌（摩根·韋斯特）                                                                          |             |                                             |                     |                                                               |                |                       |
| 105 | 19          | 閉鎖 Locked In                              | 丹·阿提亞斯         | 羅素·弗倫德 & 蓋里特·萊爾納 & 大衛·福斯特                     | 2009年3月30日  | 12.51                 |
| 最後診斷：閉鎖綜合徵繼發於鉤端螺旋體病（李）                                                               |             |                                             |                     |                                                               |                |                       |
| 106 | 20          | 簡單解釋 Simple Explanation                 | 格雷格·伊亞伊塔内斯 | 萊納德·迪克                                                   | 2009年4月6日   | 13.29                 |
| 最後診斷：内臟利什曼病（夏洛特·諾瓦克）；芽生菌病（艾迪·諾瓦克）                                           |             |                                             |                     |                                                               |                |                       |
| 107 | 21          | 救星 Saviors                                | 馬修·潘             | 伊萊·阿蒂 & 托馬斯·L·莫蘭                                     | 2009年4月13日  | 12.19                 |
| 最後診斷：脫水（蘇珊）；孢子絲菌病（道格·斯文森）；假單胞菌毛囊炎（珊迪）                                  |             |                                             |                     |                                                               |                |                       |
| 108 | 22          | 分裂的豪斯 House Divided                    | 格雷格·伊亞伊塔内斯 | 麗茲·弗里德曼 & 馬修·V·劉易斯                                 | 2009年4月27日  | 11.69                 |
| 最後診斷：結節病（塞斯·米勒）                                                                              |             |                                             |                     |                                                               |                |                       |
| 109 | 23          | 侵膚入髓 Under My Skin                      | 大衛·斯特雷頓       | 勞倫斯·卡普洛 & 帕梅拉·戴維斯                                 | 2009年5月4日   | 12.04                 |
| 最後診斷：淋病併發敗血症（佩內洛普）；維柯丁成癮（豪斯）                                                   |             |                                             |                     |                                                               |                |                       |
| 110 | 24          | 兩面 Both Sides Now                         | 格雷格·伊亞伊塔内斯 | 多麗絲·伊根                                                   | 2009年5月11日  | 12.74                 |
| 最後診斷：1,2-丙二醇中毒（斯科特）；胰腺癌（尤金·施瓦茨）；思覺失調（豪斯）                                |             |                                             |                     |                                                               |                |                       |

## 備注
1. ↑  劇集標題本意參見不良事件（英语：Adverse Events）。
2. ↑  劇集標題與美國法律中的未成年人獨立（英语：Emancipation (House)）有關。
3. ↑  劇集標題出自英譯法國俗語“何不食蛋糕”，意同何不食肉糜。[11]
4. ↑  《普世歡騰》也是一首著名的聖誕頌歌。
5. ↑  參見劇集同名概念社會契約。
6. ↑  劇集英文原標題出自林肯最著名的演説之一《分裂之家（英语：Lincoln's House Divided Speech）》。
7. ↑  劇集英文原標題本意參見。
8. ↑  劇集標題出自瓊尼·米歇爾1969年同名歌曲《兩面（英语：Both Sides Now (House)）》。

## 外部連結
- 福克斯廣播公司上《豪斯醫生》的官方主頁（英文）
- 《豪斯醫生》各集列表 来自互联网电影数据库（英文）
- 《電視指南》上《豪斯醫生（页面存档备份，存于）》的劇集信息（英文）